# Église Notre-Dame-de-l'Assomption d'Esténos
L'église Notre-Dame-de-l'Assomption d'Esténos est une église catholique située à Esténos, dans le département français de la Haute-Garonne.

## Présentation
Esténos a possédé deux églises dont l'une a été ensevelie.
L'église actuelle date de la fin du XIXe siècle.

## Description

### Extérieur
Le mécanisme d'horloge du clocher daté de 1880 à 1890 est inscrit à l'inventaire des monuments historiques.
Sur la façade de l'église est placé en réemploi un cippe funéraire datant de l'époque gallo-romaine (vers les IVe et VIIIe siècles). La cippe funéraire en pierre est sculptée avec des figures géométriques.

#### L'oratoire
L'oratoire est un souvenir de l'inauguration de l'église du 22 novembre 2003 par le président du Conseil général de la Haute-Garonne, Pierre Izard et de l'archevêque de Toulouse, Mgr Émile Marcus.

### Intérieur
La cuve baptismale en pierre date du XIIe siècle, elle proviendrait de l'ancienne église ou chapelle aujourd'hui disparue.

## Mobilier
Le tabernacle (dédié à la Vierge à l'Enfant) en bois doré et sculpté datant du XVIIe ou XIXe siècle est inscrit à l'inventaire des monuments historiques.

## Galerie

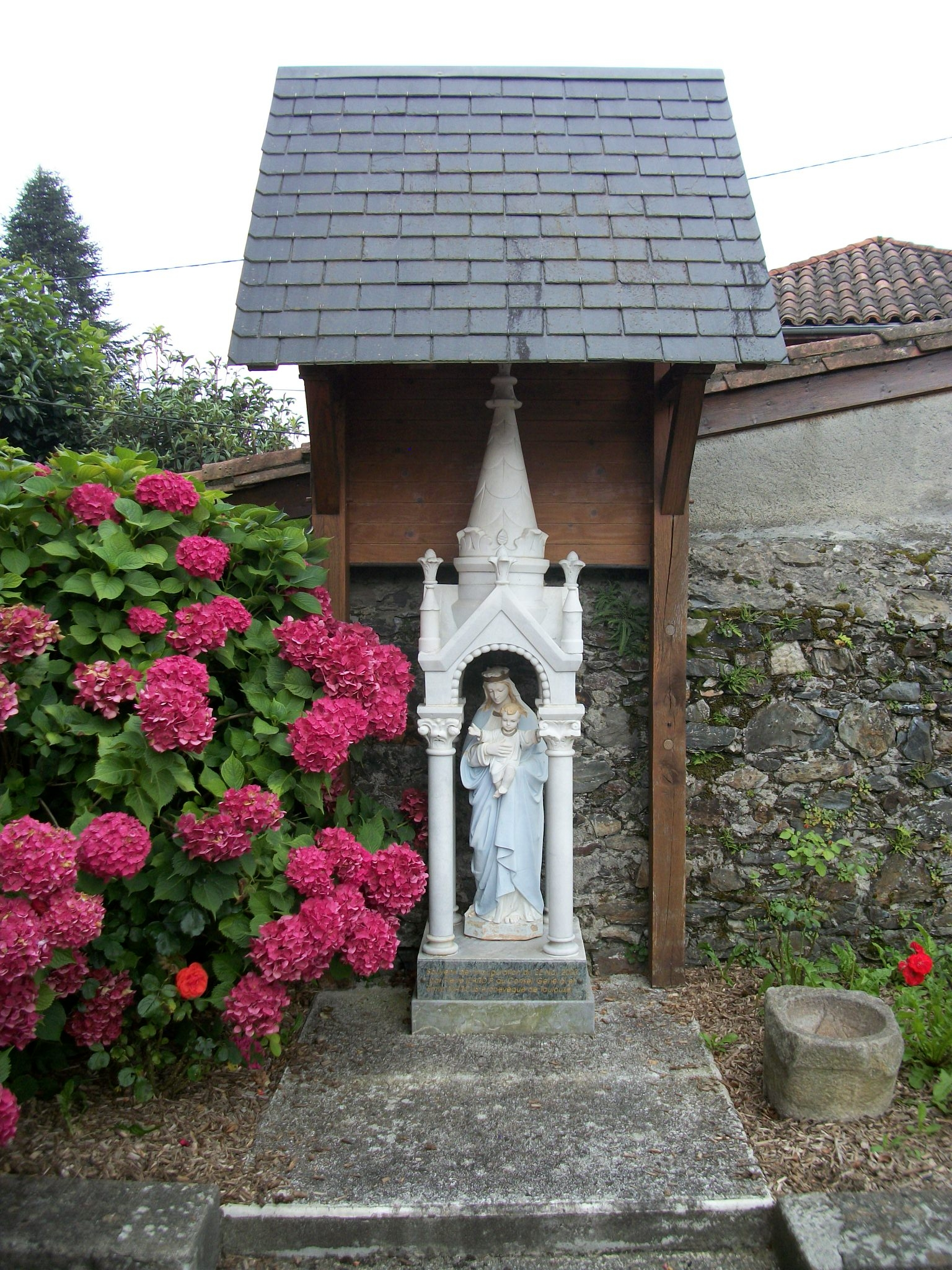
Oratoire de la Vierge à l'Enfant placé dans la cour de l'église
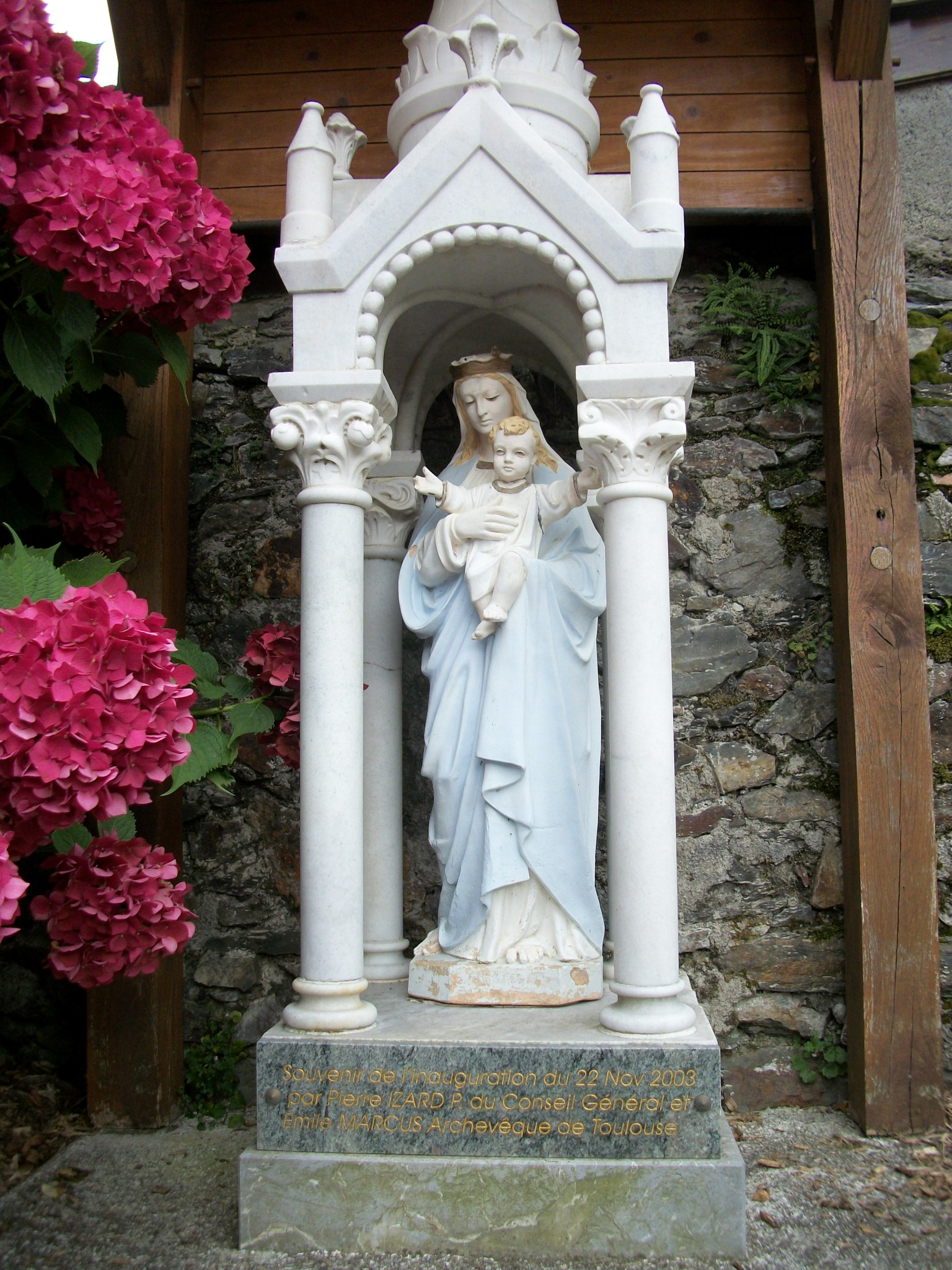
Statue de la Vierge à l'Enfant entourée d'un ciborium
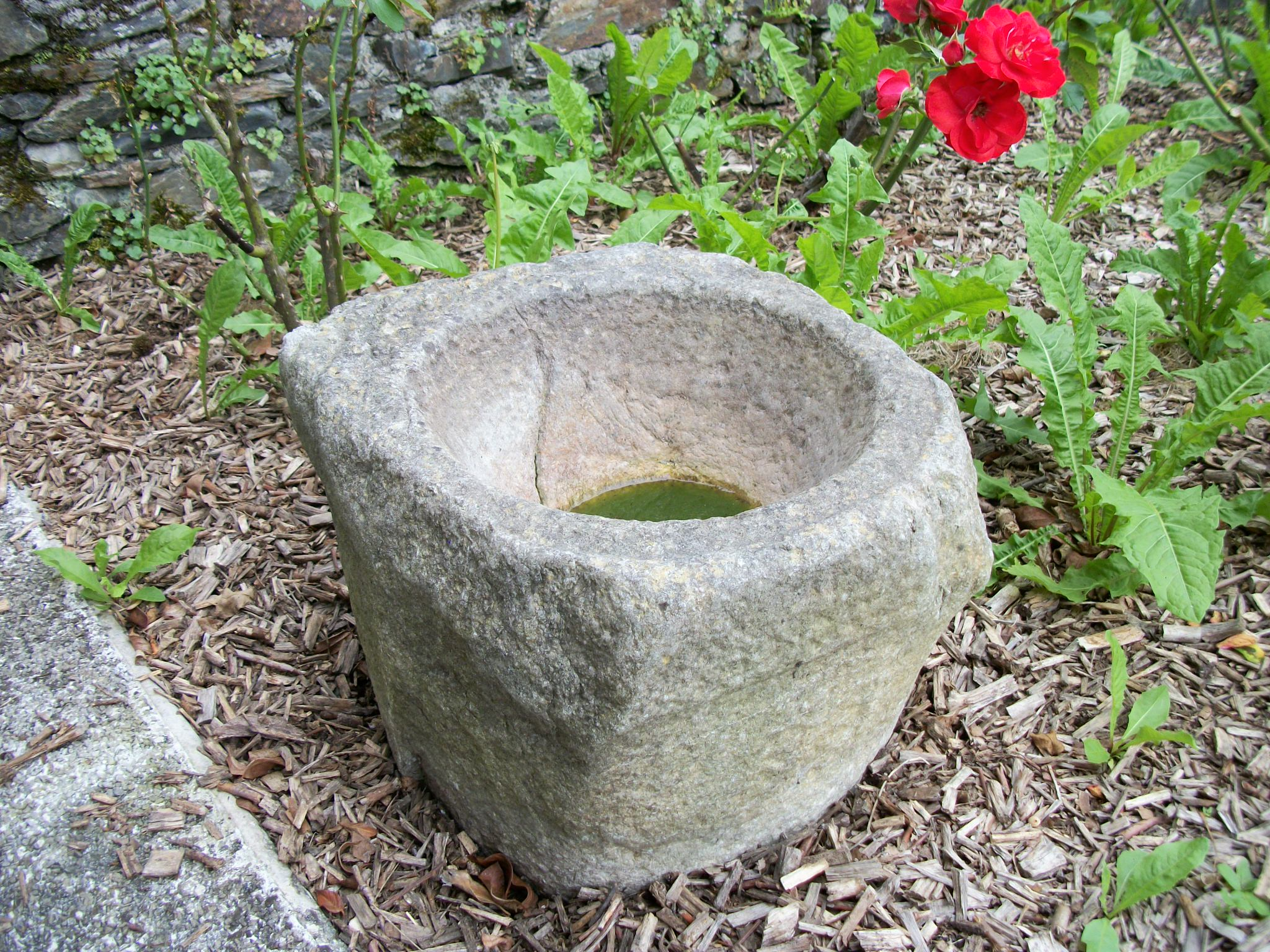
Ancienne cuve baptismale près de l'oratoire
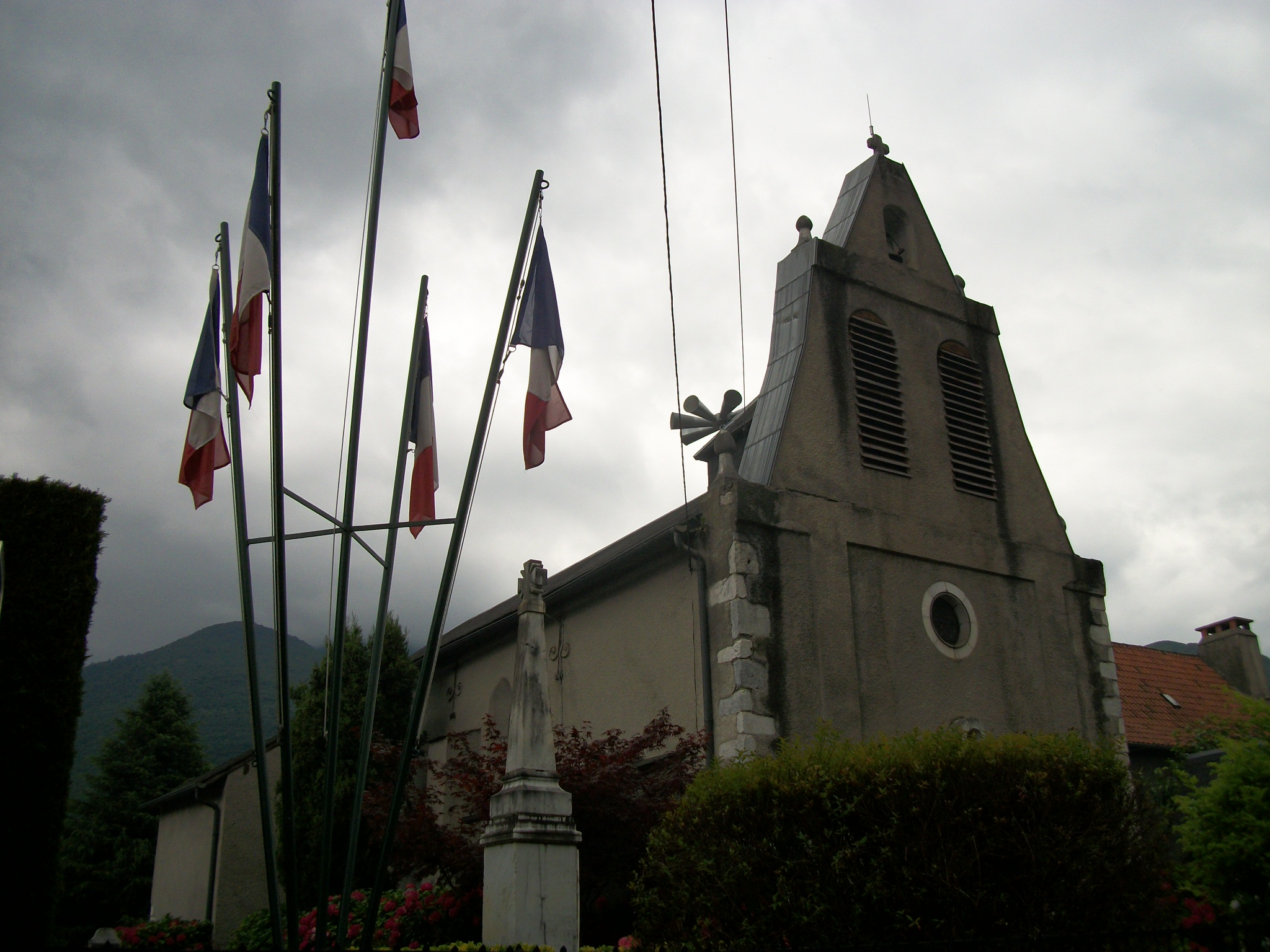
Le monument aux morts et l'église